# Guiro

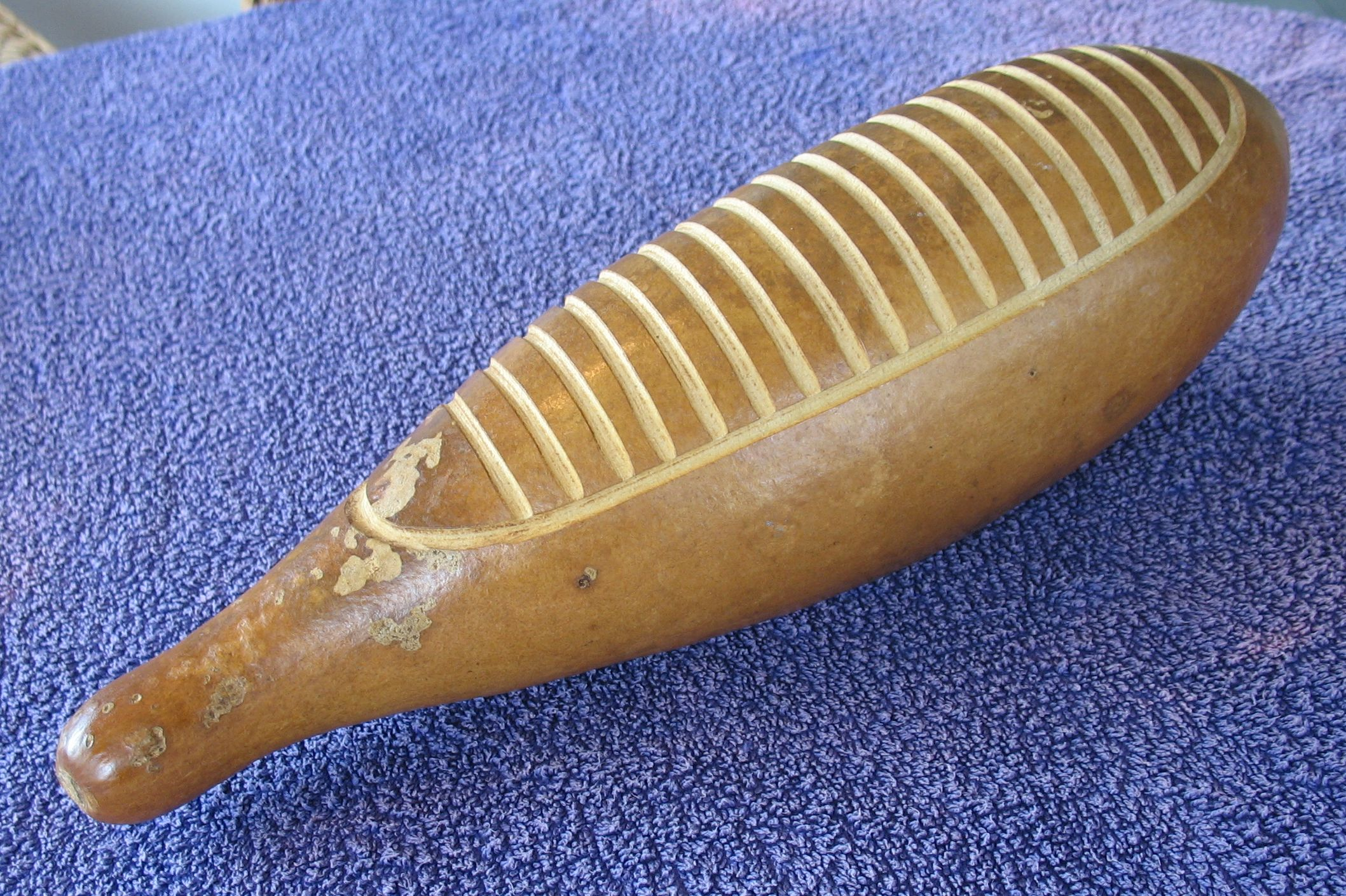
Güiro från Kuba.

Güiro (även kallad gurka) är ett latinamerikanskt rytminstrument. Oftast gjort av en ihålig, avlång kalebass eller torkat skal av en pumpafrukt, öppen i ena änden, med skurna skåror på en av dess sidor. Instrumentet spelas genom att en pinne dras över den räfflade ytan, vilket skapar ett ljud.